# Robert Benoist

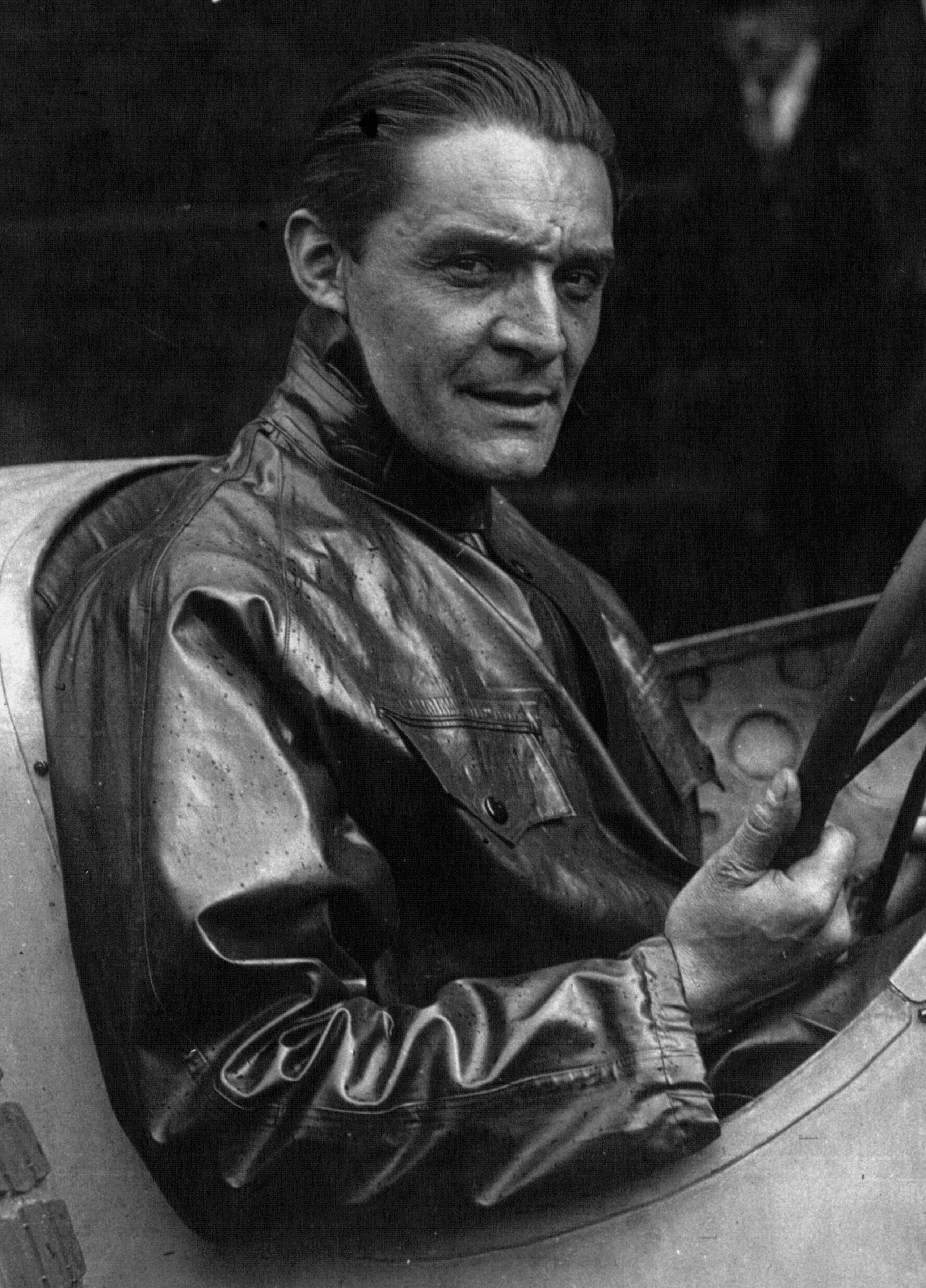
Robert Benoist op het Autodromo Nazionale Monza in 1927.

Robert Marcel Charles Benoist (Auffargis, 20 maart 1895 - Buchenwald, Duitsland, 14 september 1944) was een Frans autocoureur en lid van de Résistance in de Tweede Wereldoorlog. In 1937 won hij, samen met Jean-Pierre Wimille, de 24 uur van Le Mans.

## Autosportcarrière
In de Eerste Wereldoorlog was Benoist lid van de Franse infanterie, was hij gevechtspiloot en werd hij uiteindelijk vlieginstructeur.
Na de oorlog begon Benoist zijn autosportcarrière bij het merk De Marçay, waar hij als testcoureur fungeerde. Vervolgens stopte hij over naar Salmson, waar hij erg succesvol was in cyclecarwedstrijden. In 1924 stapte hij over naar Delage. In 1925 won hij samen met Albert Divo de Grand Prix van Frankrijk. In 1927 domineerde hij het Grand Prix-seizoen met overwinningen in Frankrijk, Spanje, Italië en Groot-Brittannië. Vanwege zijn succes werd Delage dat jaar kampioen bij de constructeurs.
Toen Delage zich eind 1927 terugtrok uit de autosport, ging Benoist aan de slag als manager van de Banville-garage in Parijs. Ook reed hij af en toe races voor Bugatti, voor wie hij in 1928 onder meer tweede werd in de Grand Prix van San Sebastián. Ook debuteerde hij dat jaar in de 24 uur van Le Mans, waarin hij samen met Christian Dauvergne achtste werd. In 1929 won hij, samen met Attilio Marinoni, de 24 uur van Spa-Francorchamps in een Alfa Romeo. Aan het eind van dat jaar ging hij met racepensioen.
In 1934 keerde Benoist terug in de autosport voor het team van Bugatti. Hij werd tevens benoemd als hoofd van de raceafdeling en was in deze functie verantwoordelijk voor de activiteiten van het merk in de 24 uur van Le Mans. In 1937 nam hij, samen met Jean-Pierre Wimille, zelf deel aan deze race en sloot deze af als winnaar. Na deze race stopte Benoist voorgoed met de autosport. Wel bleef hij actief als hoofd van de raceafdeling van Bugatti, totdat hij door de Franse luchtmacht werd opgeroepen.

## Tweede Wereldoorlog
Tijdens zijn racecarrière raakte Benoist goed bevriend met zijn collega's Jean-Pierre Wimille en William Grover-Williams. Toen de Tweede Wereldoorlog uitbrak en Frankrijk werd bezet, vluchtten de drie coureurs naar Groot-Brittannië. Hier werden zij lid van de Special Operations Executive en keerden als geheim agenten terug naar Frankrijk om zich aan te sluiten bij de Résistance. Benoist werd tevens kapitein in het British Army. In Frankrijk saboteerde hij gevangeniscellen en vervoerde hij met Grover-Williams wapens die in Rambouillet landden naar zijn huis in Auffargis.
In juni 1943 viel in Parijs het Prosper-netwerk. Francis Suttill en Andrée Borrel, de leiders van dit netwerk, werden door de Gestapo gearresteerd. In augustus deed de Gestapo een inval bij het huis van Benoist, waarbij Grover-Williams gevangen werd genomen. Hij werd samen met Suttill geëxecuteerd in het concentratiekamp Sachsenhausen. Drie dagen later werd Benoist zelf in Parijs aangehouden en naar het hoofdkwartier van de Gestapo gebracht. Hij wist echter uit het vervoermiddel te ontsnappen en werd terug naar Groot-Brittannië gesmokkeld.
In oktober 1943 keerde Benoist terug voor een tweede missie in Frankrijk. Deze duurde tot februari 1944. Hierna keerde hij voor korte tijd terug naar Londen, voordat hij in maart opnieuw naar Frankrijk ging om samen met zijn SOE-medeagent Denise Bloch een operatie uit te voeren in het gebied rondom Nantes.
Op 18 juni 1944 werd Benoist gearresteerd en naar het concentratiekamp Buchenwald gebracht. Hier werd hij op 14 september op 49-jarige leeftijd geëxecuteerd.
Enkele dagen nadat Duitsland zich had overgegeven en de Tweede Wereldoorlog in Europa ten einde kwam, werd in Parijs de Coupe Robert Benoist gehouden als eerbetoon aan Benoist. Zijn naam staat op het gedenkteken in het Brookwood Cemetery in Surrey en op de Mémorial de Valençay in Valençay. Als eerbetoon aan Benoist vernoemde zijn woonplaats Auffargis een straat naar hem. Aan de Allée Robert Benoist is een kerk gevestigd; in de tuin van deze kerk is zijn collega Ferenc Szisz begraven. Op het circuit Reims-Gueux is een tribune naar Benoist vernoemd.